# Tomimaru Ōkuni
Tomimaru Ōkuni (jap. 大国 富丸, Ōkuni Tomimaru; * 1931) ist ein japanischer Amateurastronom und pensionierter Lehrer, der in Shirataka in der Präfektur Yamagata lebt.
Er ist ein profilierter und weltweit anerkannter Entdecker von Asteroiden. Zwischen 1995 und 2000 entdeckte er am Observatorium in Nan’yō (IAU-Code 358) in der Präfektur Yamagata insgesamt 127 Asteroiden.
Der Asteroid (7769) Okuni wurde nach ihm benannt.